# Barbe-Bleue (opéra bouffe)
Pour les articles homonymes, voir Barbe-Bleue (homonymie).
Personnages
- Barbe-Bleue (ténor)
- Boulotte, paysanne (mezzo-soprano)
- Popolani, alchimiste de Barbe-Bleue (baryton)
- Le roi Bobêche (ténor)
- La reine Clémentine, sa femme (mezzo-soprano)
- La princesse Hermia dite Fleurette, sa fille (soprano)
- Le prince Saphir, son fiancé (ténor)
- Le comte Oscar, grand courtisan (basse)
- Alvarez, courtisan
- Héloïse, 1re femme de Barbe-Bleue
- Eléonore, 2e femme de Barbe-Bleue
- Isaure, 3e femme de Barbe-Bleue
- Rosalinde, 4e femme de Barbe-Bleue
- Blanche, 5e femme de Barbe-Bleue
- Le greffier
- Un enfant
- Paysan(ne)s, pages et gardes du roi, seigneurs et dames de la Cour, hommes d'armes de Barbe-Bleue

Barbe-bleue est un opéra bouffe de Jacques Offenbach en trois actes et quatre tableaux sur un livret d'Henri Meilhac et de Ludovic Halévy, créé au théâtre des Variétés le 5 février 1866.

## Argument

### Acte I
La princesse Hermia, abandonnée enfant, vit parmi les bergers sous le nom de Fleurette, filant le parfait amour avec son tendre berger Saphir. Celui-ci, victime d’insistantes assiduités de la part de la batifoleuse Boulotte, paysanne aux mille désirs inassouvis, est sauvé par les circonstances. Il se trouve notamment que la cinquième épouse du prince Barbe-Bleue vient de passer tragiquement de vie à trépas. Ne pouvant vivre sans femme, le veuf récidiviste a envoyé son fidèle alchimiste Popolani chercher une nouvelle candidate parmi les vierges disponibles au village. Le tirage au sort qu’organise Popolani sur le conseil du comte Oscar, chambellan du roi Bobèche, est remporté par Boulotte, dont la virginité est certes, sujette à caution, mais dont le prince tombe instantanément amoureux, elle-même ne se laissant guère impressionner par sa renommée. Le comte Oscar, de son côté, a reconnu Hermia sous les traits de Fleurette, et il la ramène au palais dans un somptueux palanquin.

### Acte II

#### Tableau 1
Le roi Bobèche rêve de gloire et de puissance, alors qu’il consacre le plus clair de son temps à perfectionner l’art des courbettes chez ses courtisans sous la conduite du comte Alvarez. Ayant retrouvé sa fille, il lui a immédiatement choisi un royal époux, proposition à laquelle Hermia résiste, le temps de découvrir que le prince qu’on lui destine n’est autre que son Saphir chéri qui, par amour, l’avait suivie dans sa cabane de bergère. Parmi les affaires courantes, le roi expédie également celle du comte Alvarez qui, prétendument surpris le matin au jardin avec la reine Clémentine, se voit automatiquement taxé d’adultère. Son élimination, à l’instar des quatre cas précédents, est confiée au comte Oscar. Le roi accorde ensuite une audience à Barbe-Bleue et à sa nouvelle chère et tendre, cette dernière provoquant un esclandre.

#### Tableau 2
Il suffit alors d’un changement de décor pour que Barbe-Bleue change d’humeur à l’égard de son encombrante épouse ; de surcroît, lors de la visite au palais, il a aperçu Hermia qui occupe depuis toutes ses pensées. Par une terrible nuit d’orage, il descend dans la cave où son alchimiste lui mitonne des « anti-épouse » à l’efficacité éprouvée. Ayant confié Boulotte à ses soins, et observé avec allégresse les effets radicaux du breuvage, il se retire. Or, Popolani a trahi sa confiance : les cinq précédentes victimes reposent dans un discret et néanmoins luxueux débarras, n’ayant ingurgité que des somnifères, à l’instar de Boulotte. Ramenée à la vie par le truchement d’une ingénieuse installation électrique, la paysanne prend la tête d’un défilé féministe qui se dirige vers le palais royal.

### Acte III
Lors de la cérémonie nuptiale qui unit Hermia à Saphir, Barbe-Bleue fait irruption dans le palais, annonçant la mort tragique de sa femme Boulotte ; il écarte le trop remuant Saphir d’une botte imparable et réclame la main d’Hermia. Le roi, n’ayant guère les moyens de résister, depuis que ses canons ont été fondus pour fabriquer sa statue équestre, accède à ses demandes. C’est l’instant que Boulotte et les cinq femmes ressuscitées choisissent pour faire leur apparition, déguisées en bohémiennes, révéler les crimes du prince. Le roi se soumet à nouveau sans piper mot, d’autant que le comte Oscar aligne les cinq prétendus amants de sa femme, qu’il avait simplement cachés chez sa cousine à la campagne. Le résultat est arithmétique : Barbe-Bleue restera avec Boulotte, Hermia avec Saphir, à peine égratigné, et les cinq défuntes épouseront les cinq défunts.

## Interprètes de la création
- Barbe-Bleue : José Dupuis
- Boulotte : Hortense Schneider
- Popolani : Henri Couder
- Le roi Bobêche : Jean-Laurent Kopp
- La reine Clémentine : Aline Duval
- La princesse Hermia dite Fleurette : Georgette Vernet
- Le prince Saphir : Hittemans
- Le comte Oscar : Pierre-Eugène Grenier
- Alvarez : Edouard Hamburger
- Héloïse : de Géraudon
- Eléonore : Martin
- Isaure : Gabrielle
- Rosalinde : Amélie
- Blanche : Legrand
- Le greffier : Horton
- Une paysanne : Béatrix
- Une paysanne : Léonie
- Un page : Jenny
- Un page : Taillefer
- Un enfant : Mathilde

## Composition de l'orchestre
- Version de Paris[2]

1 flûte et 1 piccolo, 1 hautbois, 2 clarinettes, 1 basson
2 cors, 2 trompettes, 1 trombone
Timbales, percussions
Cordes.
- Version de Vienne[2]

1 flûte et 1 piccolo, 2 hautbois, 2 clarinettes, 2 bassons
4 cors, 2 trompettes, 3 trombones
Timbales, percussions
Cordes.

## Citations
- Au finale de l'acte I, lorsque Barbe-Bleue désigne la bergère Boulotte comme sa prochaine épouse, l'orchestre joue les premières notes de la chanson Il pleut, il pleut, bergère en mineur.

- Dans la première scène de l'acte III, en écrivant « Que c’est comme un bouquet de fleurs », les librettistes font référence à la chanson éponyme créée en 1864 par Félix Baumaine et Charles Blondelet[3].

- Quelques répliques plus tard, les librettistes font référence à l'opéra Robert le Diable de Meyerbeer (1831) :

| Pour t’arracher ma douce amie, À toi, félon, j’adresse ce cartel Et sous ses yeux, je te défie, Non dans un vain tournoi, mais au combat mortel. Barbe-Bleue, acte III, scène I | À toi, Robert de Normandie, Le prince de Grenade adresse ce cartel, Et par ma voix il te défie, Non dans un vain tournoi, mais au combat mortel. Robert le Diable, acte II, scène IV |

## Représentations notables
- 1944 : Barbe-Bleue au Monument-National à Montréal dans le cadre des Variétés Lyriques, du 10 au 14 octobre 1944[4]
- 2007 : Barbe-Bleue par Oya Kephale au Théâtre Armande Béjart d'Asnières-sur-Seine, du 5 au 12 mai 2007
- 2010 : Barbe-Bleue à la Scène Nationale de Besançon du 4 et 5 mars 2010
- 2010 : Barbe-Bleue à l'Opéra de Massy du 7 au 9 mars 2010
- 2014 : Barbe-Bleue à l'Opéra de Lorraine du 20 au 27 février 2014
- 2014 : Barbe-Bleue à l'Opéra de Rennes du 29 décembre 2014 au 3 janvier 2015
- 2019 : Barbe-Bleue à l'Opéra de Marseille, du 28 décembre 2019 au 5 janvier 2020
- 2022 : Barbe-Bleue par Oya Kephale au Théâtre Armande Béjart d'Asnières-sur-Seine, du 13 au 21 mai 2022[5]
- 2024 : Barbe-Bleue à l'Opéra de Lyon, du 24 janvier au 4 février 2024
- 2025 : Barbe-Bleue à l'Opéra Comédie (Orchestre national de Montpellier Occitanie) par la troupe d'Opéra Junior.